# Tomilino
Tomilino (ros. Томилино) – osiedle typu miejskiego w Rosji, w obwodzie moskiewskim, 25 km na południowy wschód od Moskwy. W 2020 liczyło 29 839 mieszkańców.